# برونو كوستا
برونو كوستا (بالبرتغالية: Bruno Miguel Guerreiro Costa‏) (28 أغسطس 1986 - ) هو لاعب كرة قدم برتغالي في مركز حراسة المرمى. لعب مع نادي بطليوس ونادي بنفيكا ونادي فاتيما وأورينتال دي لشبونة ‏ وCD Operário ‏ وOdivelas F.C. ‏ وCS Otopeni ‏ وS.L. Benfica B ‏ وAtlético S.C. ‏.

## وصلات خارجية
- برونو كوستا على موقع قاعدة بيانات كرة القدم.إي يو (الإنجليزية)
- برونو كوستا على موقع Soccerway.com (الإنجليزية)